# Polydesmus triacanthos
Polydesmus triacanthos är en mångfotingart som beskrevs av Ceuca 1960. Polydesmus triacanthos ingår i släktet Polydesmus och familjen plattdubbelfotingar. Inga underarter finns listade i Catalogue of Life.